# Wnętrze kościoła w Garbowie (obraz Stanisława Masłowskiego)
Wnętrze kościoła w Garbowie – obraz - akwarela o wymiarach 131 x 72,8 cm, polskiego malarza Stanisława Masłowskiego (1853–1926) z 1901 roku, znajdująca się (2022) w zbiorach Muzeum Narodowego w Warszawie - numer identyfikacyjny: Rys.Pol.12140 MNW. .

## Opis
Obraz o wymiarach 131 x 72,8 cm, jest to studium akwarelowe sygnowane w dolnym prawym narożniku obrazu: "STANISŁAW MASŁOWSKI. W GARBOWIE. 1901." 
Obraz powstał na przełomie XIX/XX stuleci, jako dzieło czterdziestoparoletniego artysty - w okresie jego dojrzałej, choć wciąż nader dynamicznie rozwijającej się twórczości - w okresie "burzy i fermentu" - w okresie przejścia przez impresjonizm, a następnie jego porzucenia - w dążeniu do własnej, indywidualnej formy, kiedy jego obraz "Rynek w Kazimierzu" na Wystawie Światowej w Paryżu (w 1900) został odznaczony medalem.
Akwarela przedstawia wnętrze kościoła w przygaszonej, na ogół ciepłej tonacji, w której dominują barwy: słomkowa, kremowa, róż, czerwień i szaro-brunatna.
Opis obrazu - i to zredagowany bieżąco - "in statu nascendi" - zawdzięczamy bezpośrednio jego autorowi. Umieścił on go bowiem w jednym z listów adresowanych do swej żony (opublikowanych później - w 1957 przez jego syna historyka sztuki). Można tam przeczytać: 
"Garbów 18.VIII.1901. [...] Pytasz, co maluję? Jest to wnętrze kościoła, bardzo typowe. Akwarela tej wielkości jak >>Kazimierz<<. Malowałem z mocnym zajęciem, gdyż wiesz jak lubię ten rodzaj. Nie będę się chwalił, lecz powiem Ci tylko, że kocham ten obraz, tak jak >>Kazimierz<<. Tutaj się podoba ogólnie, choć niezbyt mnie to rozczula. Powiem to tylko, że obraz jest bajecznie polski, a w wykonaniu prosty, choć dużo pracy w tę rzecz włożyłem. Figura jedna duża chłopa modlącego się i wnętrze, nasze chorągwie, ołtarzyki itd.[...]

## Dane uzupełniające
Omawiany obraz był reprodukowany w publikacji:
Stanisław Masłowski - Materiały do życiorysu i twórczości - jako  "Wnętrze kościoła w Garbowie, akw. 1901 r. Fot. A.Tomczakowa".
Pamiętając, jak istotne jest środowisko, atmosfera, a nawet szczegółowe okoliczności powstawania dzieła sztuki - warto zapoznać się z fragmentami korespondencji artysty adresowanej do jego żony w dniach, kiedy malował omawiany obraz w Garbowie w sierpniu 1901 roku. W jednym ze swych listów (opublikowanych później - w 1957 przez jego syna historyka sztuki) - datowanym "Garbów, 27.VIII.1901" pisał następująco: "Przed paru dniami złożyłem wizytę państwu Trzcińskim. Dom to miły. Panie muzykalne, jedna śpiewa, druga gra, trzecia poetka (bardzo skromna, a zdolna, ma drukować w Chimerze). Lubią mnie dosyć i żałują, że nie wcześniej poznaliśmy się[...] Te panie są z domu Unrug, z bardzo patriotycznej rodziny. Dobre i zasłużone gniazdo. Mam jakieś specjalne szczęście w wiązaniu się stosunków, p.Trzcińska zna bardzo blisko pannę Natalię Wiśniewską z Paryża i mieszkała przez rok w tym samym pokoju, który ja zajmowałem, uczyła się tam śpiewu[...] Miłe spędzam wieczory w Leścach, a wiesz, że ja niełatwo się bawię, jakoś nieźle pasujemy do siebie. Dzisiaj zamówili zwiedzić moją pracownię, aby obejrzeć obrazy. 
Piękna doktorowa Bernat, o której wspominałem, bardzo dobrze zna Marynię Kleczyńską, tj Kruszewską. Poznała, zdaje się, za granicą w Dreźnie.
Hrabia (właściwie hhabia) Ghabowski z brhatem rewizytowali mnie, poczciwi, lecz dosyć nudni jegomościowie, a p. hrhabina przesadna barhdzo!![...]
Pisząc o omawianej akwareli  syn artysty - historyk sztuki podkreślał (1957), że [...] "nie można pominąć jeszcze jednej kompozycji natury, także figuralnej, która rozwija dalej problematykę malarską "Kazimierza" i stanowi jeszcze jeden dobitny przykład przejścia ponad impresjonizmem. Przykładem tym jest obraz >>W Kościele<< [...], który malował artysta  "z ogromną pasją w starym kościółku w Garbowie na Lubelszczyźnie. [...] Całość była utrzymana w zgaszonej gamie kolorystycznej. Charakteryzowała ją zamierzona i osiągnięta monumentalność formy i rytm dekoracyjnych płaszczyzn. Był to taki "syntetyczny realizm" zamykający znaczną dozę uczucia, poprzez nastrój typowego wnętrza polskiego prowincjonalnego kościoła i zapach tradycyjny tataraku, którym posypywano podłogę malarzowi, aby go uchronić od plagi zagnieżdżonych tam pcheł. Obraz zaginął w czasie wojny"Tu należy zwrócić uwagę, że w 2022 roku obraz znajdował się w zbiorach Muzeum Narodowego w Warszawie - numer identyfikacyjny: Rys.Pol.12140 MNW (W danych Muzeum zniekształcono nazwę miejscowości: "Grabów" zamiast Garbów).

## Literatura
- Stanisław Masłowski - Materiały do życiorysu i twórczości, oprac. Maciej Masłowski", Wrocław, 1957, wyd. "Ossolineum"
- Masłowski Stanisław (1853–1926) - hasło w: Polski Słownik Biograficzny, Wrocław - Warszawa - Kraków - Gdańsk, 1975, wyd. "Ossolineum", tom XX/1, zesz.84, s.130